# 428 (アルバム)
「428」（よんにーはち）は、日本のお笑いコンビ、とんねるずの5枚目のアルバム。1988年4月29日発売。

## 概要
タイトルの意味は発売日の前日である4月28日。
公式の発売日が天皇誕生日の祝日であり出荷が休みとなるため、その前日に店頭に並ぶのを見越しで名付けられた。
CDのみ『炎のエスカルゴ』がボーナス・トラックとしてアルバムバージョンで追加収録。

## 収録曲
1. FIGHT!
  - 作詞・作曲・編曲：高見沢俊彦
  - 日本テレビ系『コラーッ!とんねるず』OP
  - ※ノンクレジットであるが、高見沢がコーラスに参加。
  - 高見沢が楽曲提供の際に作詞・作曲・編曲すべて行なった稀有な例。
2. Funky Monkey Summer
  - 作詞：伊達歩／作曲：和泉常寛／編曲：中村哲
3. あの娘にKnock
  - 作詞：松井五郎／作曲：玉置浩二／編曲：杉山卓夫
4. ブラックキャッツ!
  - 作詞：石橋貴明&木梨憲武／作曲：木梨憲武&石橋貴明／編曲：中村哲
5. 愛の平家物語
  - 作詞：秋元康／作曲・編曲：後藤次利
  - 光GENJIのパロディ。タイトルは平家と源氏にかけており、歌詞の中にある「十代」は彼らのヒット曲である『ガラスの十代』にちなんでいる。他に『STAR LIGHT』も歌詞に盛り込まれている。
6. 炎のエスカルゴ（DJ英語バージョン）
  - 作詞：秋元康／作曲・編曲：後藤次利
7. 握手をしよう!〜Shake Your Hands〜
  - 作詞：秋元康／作曲・編曲：後藤次利
8. TEACH ME
  - 作詞：BANDIT&木梨憲武／作曲・編曲：後藤次利
  - 木梨ソロ曲
9. 酔いどれ天使
  - 作詞：伊達歩／作曲：和泉常寛／編曲：中村哲
10. ぼくの靴
  - 作詞：松井五郎／作曲：玉置浩二／編曲：杉山卓夫
  - 石橋ソロ曲
11. ON THE WAY HOME
  - 作詞・作曲：高見沢俊彦／編曲：武部聡志